# 김책제철련합기업소
김책제철련합기업소(金策製鐵聯合企業所) 또는 간단히 김책제철소(金策製鉄所)는 조선민주주의인민공화국의 함경북도 청진시에 있는 조선민주주의인민공화국 최대의 제철소이다. 공장의 부지면적은 430만m2(약 130만평)이다.

## 개요
미쯔비시와 일본제철의 지분으로 만든 자본과 기술 협력으로 만든 김책 제철소는 원래 이름이 청진 제철소였지만 1951년 2월 김책 제철소로 개칭이되고 1974년부터는 김책제철련합기업소로 다시 바뀌었다.
해방 이후 북한은 구소련의 재정 지원과 기술 지원으로 시설을 투자하여 설비를 대거 확충을 시켰고 상기 언급된 설비 능력은 선철 능력이 240여 만톤이고 제강 능력은 240만 톤이며 압연강재는 140만 톤으로 추정이 되고 있다. 더군다나 일관 제철소로써 설비능력이 너무 불균형하고 고난의 행군이 터지면서 거의 중단되었다 시피 하였다.
하지만 1990년대 진공 정련로를 만들어 강재의 품질 향상에 주력하였고 계속 김정일의 투자가 진행이 되어 있음을 알 수 있다.
그럼에도 불구하고 생산 정상화가 계속되지 못한데다가 낡은 수입 부속품을 계속 사용하고 있음을 알 수 있다. 이러한 문제들은 계속 극복해 나가야 할 문제다.
1999년 현대화를 통하여 핵심 설비를 대거 보수하고 2001년에는 2호 소결로를 들어내고 새로 건설 하였으며 3호 용광로를 보수하는데 주력하였다.
20년동안 대보수하지 않은 2호 해탄로를 해체하고 1년만에 다시 건설 하여 이와함께 제강 공장의 1호 전로와 3호 전로의 보수를 단기적으로 완료 하는데 성공하였고 2004년에는 4호 해탄로를 대대적으로 보수하는데 성공을 하였고 컴퓨터 조종 체계를 도입하여 CNC화를 하는데 주력하였음을 알 수 있다.
라남 탄광 기계 련합 기업소와 룡성 기계 련합 기업소의 지원으로 가열 공정을 현대화를 하였음을 알 수 있다.
산소를 충분히 공급하기 위하여 산소 2호 공장에 대형 산소 분리기 건설 공사도 진행 하였음을 알 수 있다.
2009년 들어서부터 강철 2호 공장에 원호식 연속 조괴 공사를 완료하였고 이 연속 조괴 장치는 준비, 주입, 가공, 절단 공정을 하나로 구성할 수 있도록 하나의 운영조종체계에 의하여 자동화하여 조종 하고 종전에 비하여 생산 면적이 크게 줄어드는 효과를 발휘하였다.
어려운 기술적 문제인 냉각수 계통과 유압 프로그램의 새롭게 구비 하였으며 컴퓨터화 시킴으로써 CNC화를 더욱 주력하는데 성공을 하였고 강재 절단기를 자체적으로 개조하는등 여러공정을 개조하였다.
이 기업소는 원료 공정과 선철 공정, 제강 공정에 이어 2010년에는 압연 공정의 설비 재건에 들어가 고온 공기 연소 방식으로 가열로를 제작 2012년 완공 하여 준공식을 가졌다고 알려졌다.
한편 선철만 생산하여 엄청난 어려움에 직면한 김책 제철 련합 기업소는 결국 김정일의 주체철 방식을 주문 한데 따른 개발에 들어가 2009년 본격화 하여 12월 방문한 김정일은 용광로 조업을 앞당기라고 주문 한데 따른 지원과 오로지 코크스를 사용하지 않는 방식으로 고속 환원법으로 20여일 만에 삼화철을 뽑는 데 성공하였다.
강철 1호 공장은 산소 전로와 원호식 연속 조괴 공정을 확립하여 주체철 생산 체계를 확립하는데 거의 성공을 하였고 다만 더 시간이 걸릴 것으로 추정하고 있다.

## 주체철 생산 공정[6]
북한은 1995년 이후 고난의 행군 이후로 선철 생산이 급격히 줄어들어서 결국 삼화철이나 그런 것을 생산을 하여야 하였으나 역시 문제점이 불량이 많이 나오기 쉬웠음을 알수가 있었다.
그리하여 북한은 2001년부터 국가 과학원 5월 28일 금속 연구소에서 개발을 하기 시작하여 갈탄 제철법을 완비하여 결국 갈탄과 코크스 배합 제철법으로 개발을 하기 시작을 하였다.
그래서 결국 2003년에는 국가 과학원 5월 28일 금속 연구소에서 발명 특허를 내어 결국 갈탄 제철에 의한 용선 생산법을 완비를 하는데 성공을 하여 이것을 통하여 연구를 하기 시작하였고 여기에 김책 제철 연합 기업소가 주도하여 시험 공장을 차려서 실험을 계속하였다.
하지만 오류가 나기 쉬웠고 특히 불량이 많았으며 가는 곳곳마다 실패를 하여 결국 김정일이 쓰러지게 된 결정적인 원인이 컸으며 특히 이것에 대한 포기론도 있었으나 결국 김정일은 한발짝이 아니라 반발짝도 후퇴하지 말라는 명령을 내렸고 이때 100만 달러를 추가로 투자를 하면서 힘을 내기 시작을 하였다.
결국 갈탄 용광로가 개발이 완료되고 실험을 계속한 결과 1차 실험에서는 결국 지표 달성에 실패를 하였는데 반하여 2차 실험에서는 부분적인 달성에만 하였을 뿐 그리하여 결국 성과가 없자 결국 3차 실험에서 정상적인 지표 달성에 성공을 하게 되었다. 
그리고 결국 성공을 시키고 특히 2010년에 출선을 하는데 성공을 하여 김정일이 치하를 하면서 기뻐하였고 특히 성진제강련합기업소에 버금가는 주체철 개발이라면서 좋아하였다.
그리고 2010년에 결국 김정일은 현지지도를 가면서 결국 김책 제철 연합 기업소 갈탄 용광로를 보면서 흐뭇하였고 출선 장면을 봤다.
2016년에는 이때부터 황해제철련합기업소가 추진하여 성공을 시킨 산소열법 용광로를 김책제철련합기업소에 활용을 하기 시작하여 2017년부터 공사에 들어갔었고 이때 황해제철련합기업소에 사용하던 설비들을 대부분 활용하여 김책제철련합기업소에 활용을 하였다.
그리하여 2017년 동안 김정은은 많은 도움을 주었고 특히 성공시키라고 독려를 하는 중심에 박봉주 총리가 현지 료해를 가면서 독려를 하였다.
2018년 1월 1일 완공이 되어 첫 출선이 되는데 성공을 하고 출선을 한 용선이 품질이 좋은 용선이 되어 나오자 모두가 기뻐하였고 품질이 좋은 용선으로 변했으며 연산 규모는 30만 톤의 수준으로 추정을 할 수 있고 특히 황해제철련합기업소의 1.6배 더 많은 규모를 자랑하고 있다.

## 평가

### 제철 공업의 국산화
조선민주주의인민공화국은 고철의 부족함으로 인하여 결국 주체철을 통한 제강 과정을 추진하고 있어서 청진제강소의 입철 방식의 구단광을 통하여 제강을 하고 있다.
하지만 결국 이물질이 회전로에 겹침으로써 결국 개건 현대화를 계속 해야 하는 단점이 존재하여 결국 성진제강련합기업소와 김책제철련합기업소 그리고 황해제철련합기업소 방식으로 추진을 하게 되었다.
이때 성진제강련합기업소가 2009년 코렉스 공법의 회전로 제철 방식을 성공시켜서 성진제강련합기업소와 보산제철소에 6기의 회전로 제철 방식을 토입하여 72만 톤 규모의 코렉스 회전로 제철 방식으로 용선을 출선하고 있다.
역시 황해제철련합기업소도 1999년에 성공을 하였지만 결국 2015년까지 가동이 중지가 되어 결국 김정일이 현지지도를 왔을 때 문제점을 보고를 올린 뒤 투자를 하여 결국 문제점을 2016년에 해결하고 2016년 1월 1일 출선에 성공하여 결국 이 방법을 순천화학련합기업소와 김책제철련합기업소에 보완을 하여 순천에는 18만 톤의 연산 단위를 김책에는 30만 톤의 연산 단위를 제작하여 결국 66만 톤의 산소열법 용광로를 출선하며 제철을 하고 있다.
국산화가 된 제철 방식으로 생산한 강재는 우선적으로 군수공업이나 건설 현장으로 우선 공급하고 나머지 부족분은 중국이나 러시아로부터 들여온 고철을 들여와 제강과정으로 거친 강재로 개건 현대화를 하고 있다.
이것으로 거친 제강 과정은 대부분 자체 자금으로 고철을 사서 황해제철련합기업소나 김책제철련합기업소 혹은 성진제강련합기업소에 위탁하여 생산을 맡기는 형식으로 하고 있다.